# Der Kindermord

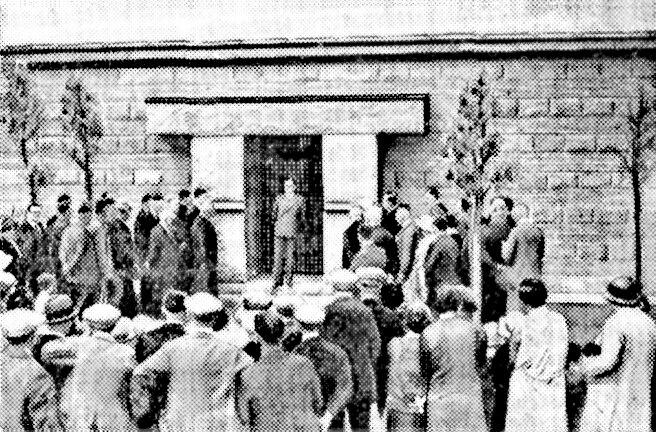
Minnesstund vid monumentet i Langemarck (10 juli 1932)

Der Kindermord (även Kindermord von Ypern, barnamordet i Ypern)  - barnamordet - kallas de förluster som tyska studenter som anmält sig som frivilliga till tyska armén vid första världskrigets utbrott råkade ut för.
Vid första världskrigets utbrott 1914 anmälde sig ca 35 000 tyska studenter med stor entusiasm som frivilliga till armén. De fick 8 veckors utbildning, ofta av äldre officerare från reserven som var skolade i det gamla tänkandet baserat på erfarenheter från fransk-tyska kriget 1870-71, med andra ord en tid då den nya tidens vapen inte var att räkna med. Respekten för kulsprutan, som kanske var det mest effektiva vapnet i första världskriget, var mycket låg. Dessa ungdomar delades inte upp och spriddes ut, utan blev istället en egen enhet. De kom att utgöra en stor del av fjärde armén. Den 20 oktober 1914 sände Erich von Falkenhayn denna armé att bistå vid striderna i Ypres (se slagen vid Ypres). Ungdomarna kastades formligen fram och mejades ner av kulsprutor. Uttrycket Der Kindermord syftar på det värsta av dessa tillfällen, nämligen den 10 november vid Langemark, nordost om Ypres, i ett ursinnigt försök att bryta igenom.